# Karang (Sprache)
Das Karang ist eine Mbum-Sprache, die im Kamerun von etwa 20.000 Personen und im Tschad von mehr als einem Tausend Personen gesprochen wird.

## Klassifikation
Das Karang ist Teil der Gruppe der Mbum-Sprachen, welche sich ihrerseits innerhalb der Adamaua-Sprachen der Niger-Kongo-Sprachfamilie befindet.

## Schrift
| Großbuchstaben  | A | B | Ɓ | D | Ɗ | E | F | G | GB | H | I | K | KP | L | M | MB | MGB | N | ND | NZ | Ŋ | ŊG | O | Ɔ | P | R | S | T | U | V | VB | W | Y | Ƴ | Z |
| Kleinbuchstaben | a | b | ɓ | d | ɗ | e | f | g | gb | h | i | k | kp | l | m | mb | mgb | n | nd | nz | ŋ | ŋg | o | ɔ | p | r | s | t | u | v | vb | w | y | ƴ | z |

Die Nasalisation wird durch die Hilfe des Cedilles indiziert: a̧, ȩ, i̧, o̧, ɔ̧, u̧.
Der einzige geschriebene Ton ist der hohe Ton und wird durch den Accent aigu indiziert: á, é, í, ó, ɔ́, ú; und sie können mit der Nasalisation kombiniert werden: á̧, ȩ́, í̧, ó̧, ú̧.
Die Vokale werden indiziert durch ein darauffolgendes h.